# بیکن هیل (نیوجرسی)
بیکن هیل (به انگلیسی: Beacon Hill) یک منطقهٔ مسکونی در ایالات متحده آمریکا است که در نیوجرسی واقع شده‌است.